# (26922) Samara
(26922) Samara ist ein im äußeren Hauptgürtel gelegener Asteroid. Er wurde am 8. Oktober 1996 von dem belgischen Astronomen Eric Walter Elst am La-Silla-Observatorium der Europäischen Südsternwarte in Chile (IAU-Code 809) entdeckt.
Der mittlere Durchmesser des Asteroiden wurde mit 10,686 (±0,318) Kilometer berechnet, die Albedo mit 0,089 (±0,017). Sie lässt auf eine dunkle Oberfläche schließen.
Die Rotationsperiode von (26922) Samara wurde 2009 und 2019 von Brian D. Warner sowie 2016 von Chan-Kao Chang, Hsing-Wen Lin und Thomas A. Prince untersucht. Die Lichtkurven reichten jedoch nicht zu einer Bestimmung aus.
Mittlere Sonnenentfernung (große Halbachse), Exzentrizität und Neigung der Bahnebene des Asteroiden entsprechen in etwa der Themis-Familie, einer Gruppe von Asteroiden, die nach (24) Themis benannt wurde.
(26922) Samara wurde am 1. Juni 2007 nach dem Fluss Samara benannt, einem Nebenfluss der Wolga, der am Fuße des Uralgebirges entspringt. Die Samara Valles hingegen, ein Grabenbruchsystem im Gradfeld  Margaritifer Sinus auf dem Mars, wurden 1976 nach dem römischen Namen des französischen Flusses Somme benannt.